# Balaton

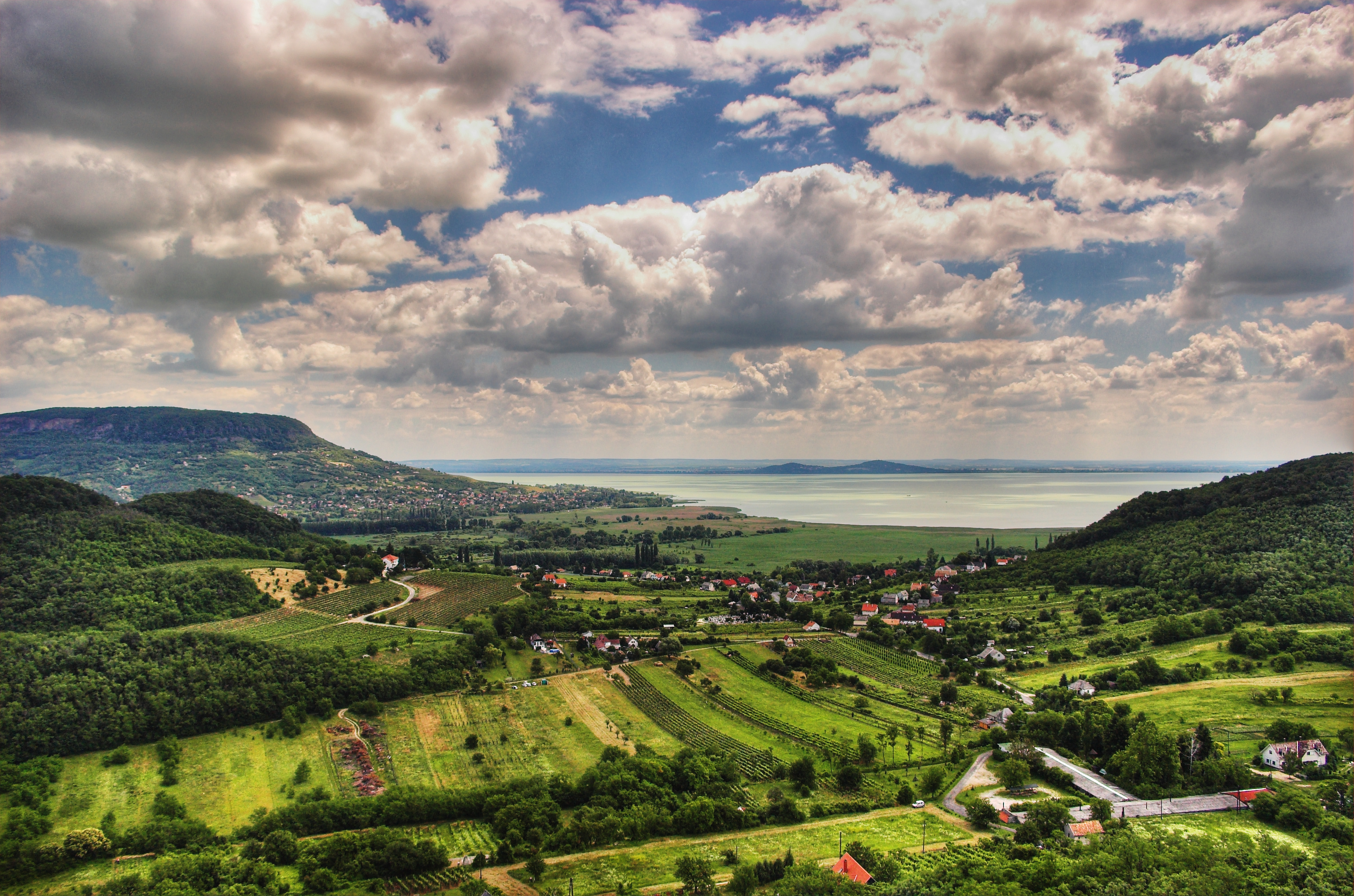
Balatonsjön

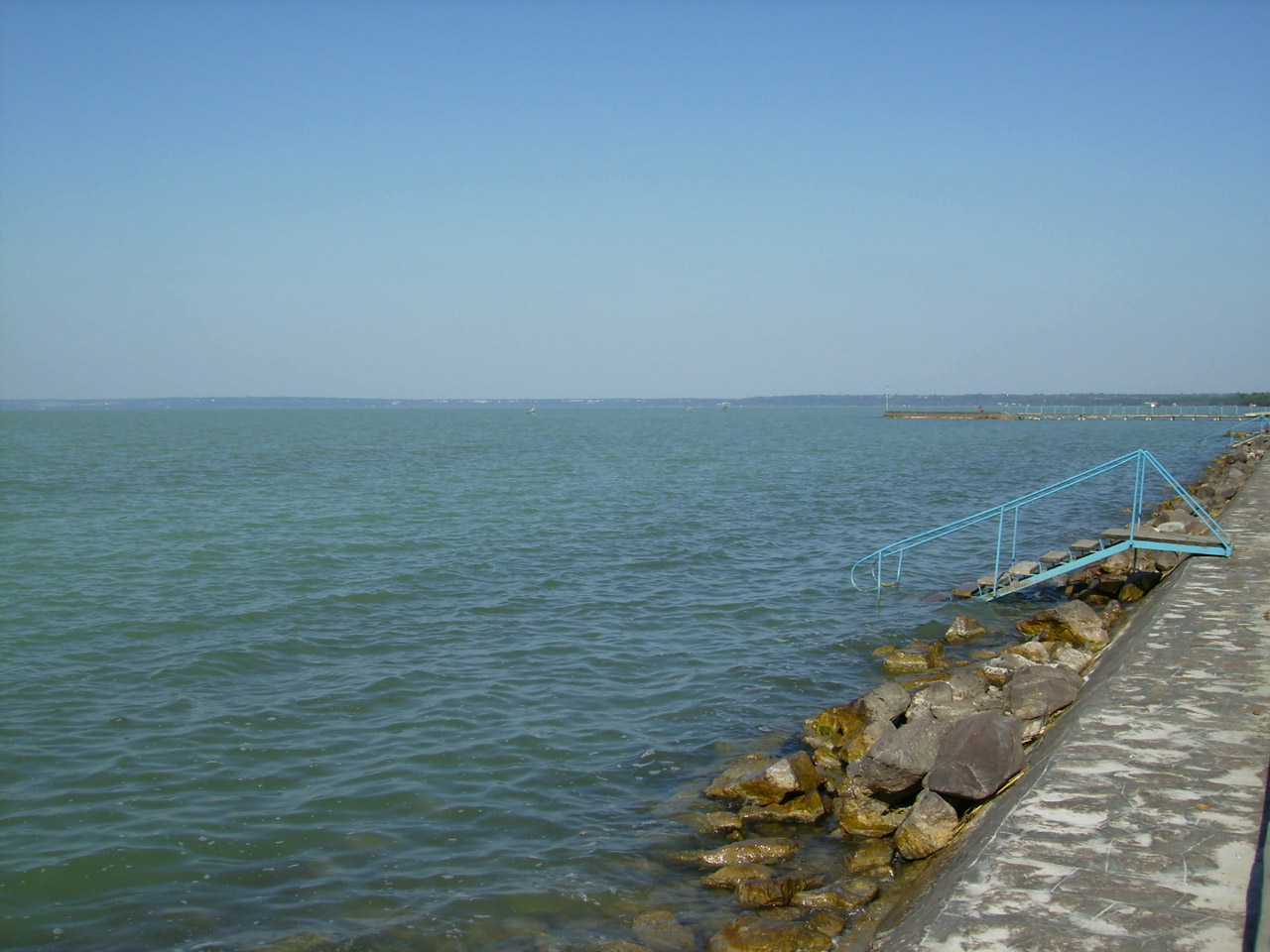
Balatonsjön

Balaton eller Balatonsjön (av det slaviska "blato" (lerig, eller sumpig, plats), vilket också gett det tyska namnet Plattensee) är en sjö i sydvästra delen av Ungern. Sjön är 592 km2 stor och därmed den största i Centraleuropa, och den 20:e största i Europa. Den är 77 kilometer lång samt mellan 4 och 14 kilometer bred. Genomsnittsdjupet är 3,2 meter och maxdjupet är 12,2 m.
Balatonsjön är ett populärt område för ungrare och utländska turister (mest från Centraleuropa). Det finns många badplatser och många sevärdheter runt sjön. 
Längs med Balatonsjön går en viktig järnväg till Budapest. Den används intensivt på somrarna under badsäsongerna. Den viktiga motorvägen M7 går också längs med Balatonsjön.

## Geografi
Sjön ligger i centrala Transdanubien mellan det skogbeklädda bergsområdet Bakony, det kuperade landskapet Somogy och landskapet Mezőföld.
Balatons största tillflöde är den 138 km långa floden Zala. Floden mynnar först i en träskmark som rensar vattnet på naturligt sätt. Söder om Keszthely fortsätter den syrerika floden till Balaton. Dessutom finns omkring 50 mindre vattendrag och en källa vid halvön Tihany som tillför vatten. Den lilla floden Sió utgjorde tidigare ytterligare ett tillflöde men den ombyggdes till kanal som numera fungerar som sjöns avvattningssystem. Kanalen påbörjades redan under romartiden och nämns bland annat av Plinius den äldre.
Balatons avrinningsområde är cirka 5 800 km² stort. Sjöns pegel regleras av en sluss nära Siófok som leder överflödigt vatten till kanalen som fortsätter till floden Donau. Denna reglering blev nödvändig när järnvägslinjen byggdes längs Balaton. Vattenpegelns nollmärke ligger i Siófok ungefär 103,5 meter över havet. Sjöns vattenyta varierar mellan 70 och 110 cm över nollpunkten. Är 110 cm nådd öppnas slussen.
Anmärkningsvärd är avdunstningen som kan ändra vattennivån med en centimeter per dag vilket motsvarar 6 miljoner kubikmeter per dag. Pegelns värde samt vattenmängden i kanalen redovisas av Ungerns miljö- och vattenministerium.

## Flora och fauna
Vid sjön och i den angränsande regionen lever flera sällsynta växt- och djurarter, oftast arter som föredrar värme.

### Flora
På södersluttningar vid norra strandlinjen odlas mandelträd, fikon och granatäpple. Vid flera ställen finns sedan romartiden för 2000 år sedan vinodlingar, till exempel vid berget Badacsony.
Nästan kring hela sjön förekommer ett bälte av bladvass som vid den grunda södra strandlinjen blir upp till flera hundra meter bred.

### Fauna
Vid Balaton lever cirka 1000 insektsarter och av dessa är ungefär 800 fjärilar. Typisk för regionen är den ofarliga rutsnoken (Natrix tessellata) som främst förekommer norr om sjön. Vid Balaton registrerades omkring 250 fågelarter, däribland 27 fredade arter. Typiska fåglar är hägrar och skedstorkar samt storskarv och svart stork.

## Bildgalleri

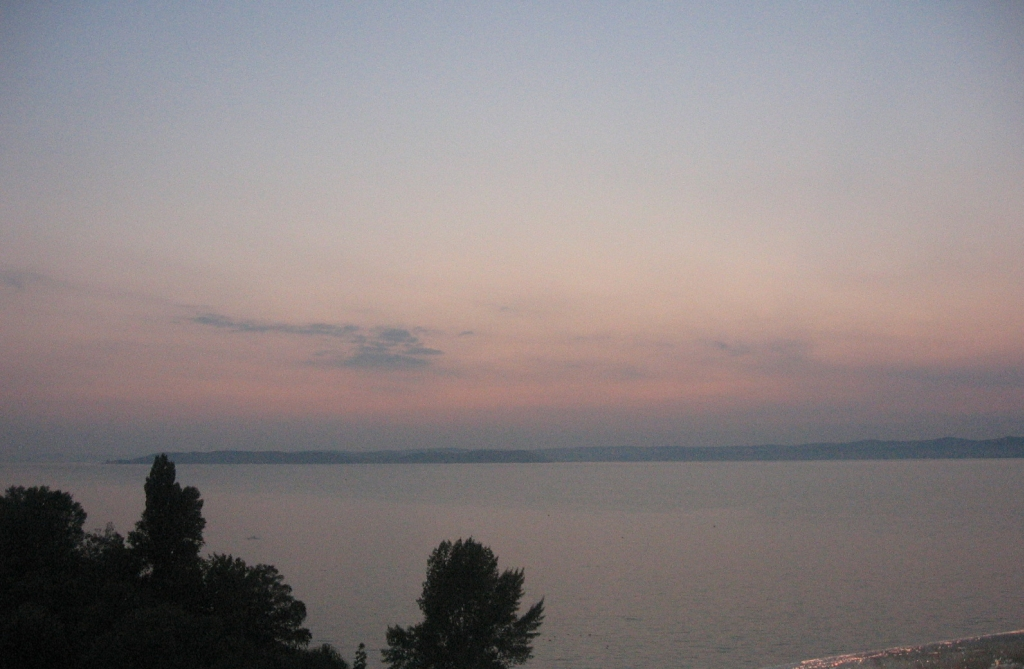
Utsikt från Siofok
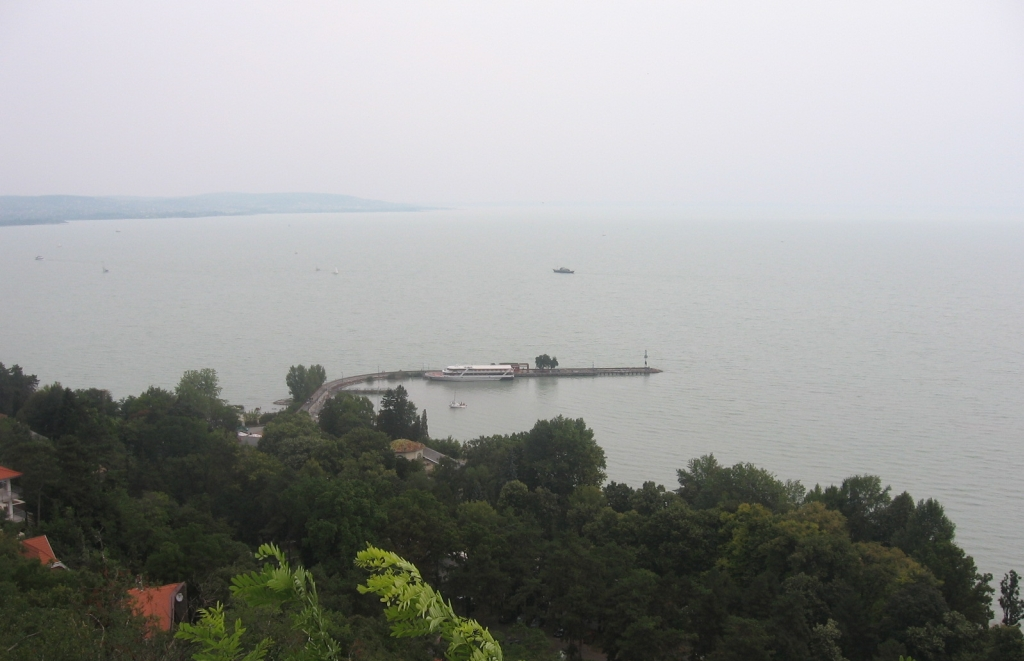
Utsikt från Tihany
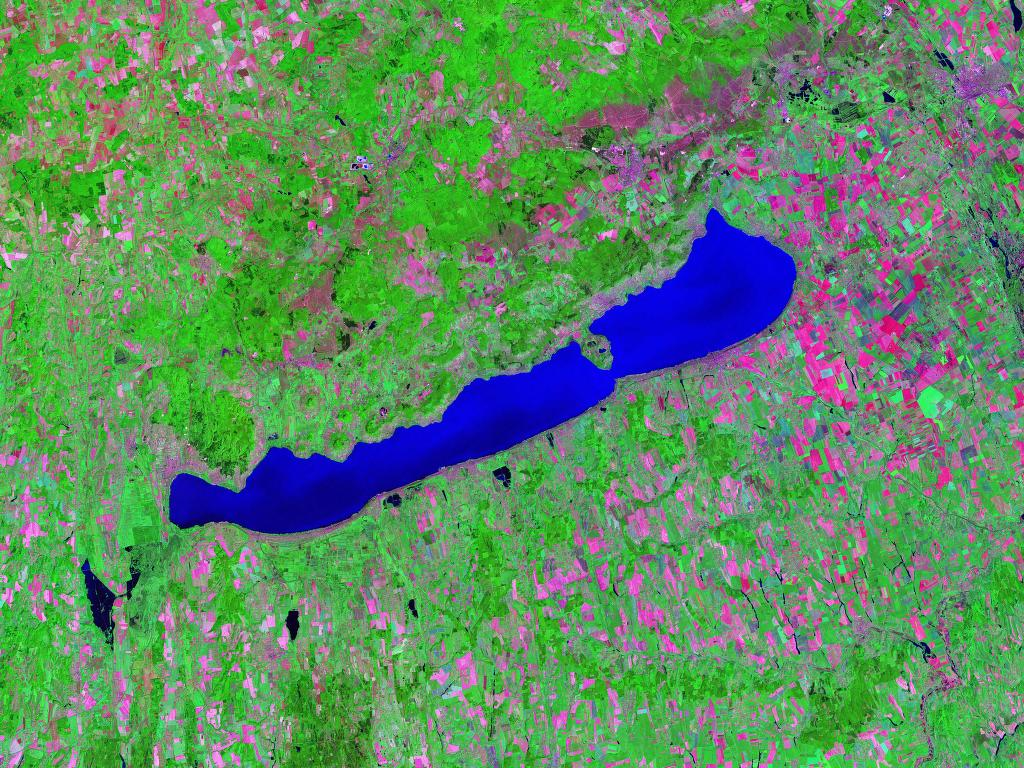
Satellitbild